# わだこなつ
わだ こなつ（1998年6月3日 - ）は、日本の女優。女性モデル。また、ミュージカル&音楽グループ×純文学少女歌劇団」のメンバー「白雪リンゴ」としても活動している。
ジュネス プロダクション所属。

## 略歴・人物
福島県出身。兄と弟がいる3兄弟の長女。地元の高校卒業後、仙台での1年間の浪人生活を経て玉川大学芸術学部パフォーミングアーツ学科に入学。在学中から和田小夏名義で、モデルとして雑誌への掲載や複数の舞台を経験。
2021年12月、ジュネスプロダクションへの所属とわだこなつに芸名を改めると自身のインスタグラムで発表。
2022年8月、ミュージカル&音楽グループ×純文学少女歌劇団に白雪リンゴとして参加する事が発表される。
趣味はマンガ&アニメ関連の鑑賞やグッズ集め。鬼滅の刃、呪術廻戦、僕のヒーローアカデミアなどの週刊少年ジャンプ作品を中心に、ポケットモンスターなどのグッズも集め、アニメイベントなども参加する。

## 出演

### 舞台
- LAST&SEX ～終焉と悦楽～ 「ラストホーム」(中目黒キンケロ・シアター 2021年8月4日～8日) - ガンコ 役
- CUWT project vol.1.0「風を切れ2020」(ラゾーナ川崎プラザソル 2021年5月26日～6月1日) - 潮騒カフカ 役

### TV
- あざとくて何が悪いの?(2022年2月14日)

### CM
- アイジャパンメガネ
- ネスタリゾート神戸
- アリナミン製薬『ベンザブロック プレミアム』(2022年10月〜)

### MV
- 森山直太朗『茜』（2022年8月)

### 舞台
- 朗読劇『マッチングアプリ:アップルボム(仮)』（2023年7月26日-30日、シアターサンモール）- めかぶ

### WEB広告
- Victor 「HA-A30T」(2022年)
- リクナビ2024
- DELLテクノロジーズアドバイザー

### ×純文学少女歌劇団
- File No.0000『フェアリーテイルは盗まれた』（2022年9月5日 - 11日 東京都池袋 Theater Mixa)
- File No.0001『マエストロには背を向けよ』（2023年5月3日 - 5月7日 東京都池袋 Theater Mixa）
- ラジオiNEWS（2022年11月24日、ラジオNIKKEI第1）